# Галкин, Борис Сергеевич
Бори́с Серге́евич Га́лкин (род. 19 сентября 1947, Ленинград, СССР) — советский и российский актёр театра и кино, кинорежиссёр, сценарист, кинопродюсер, кинокомпозитор и телеведущий; заслуженный артист Российской Федерации (1999), лауреат премии Ленинского комсомола (1981).

## Биография
Родился в Ленинграде (ныне — Санкт-Петербург) в семье рабочего Сергея Михайловича Галкина (1911—1985) и служащей Светланы Георгиевны Галкиной (урожд. Зейдер; 1924—2006). Дед по отцу погиб в Великую Отечественную войну. Бабушка по отцу, Анна Михайловна Галкина, прожила 95 лет.
В 1969 году окончил театральное училище имени Б. Щукина вместе с Н. Руслановой, А. Л. Кайдановским, Л. Филатовым, Н. С. Гурзо, В. А. Качаном, И. В. Дыховичным, А. С. Халецким, Л. Купиной, Яном Арлазоровым.
С 1971 по 1977 год работал актёром и режиссёром в театрах Москвы и Новгорода, в том числе актёром Московского театра драмы и комедии на Таганке.
В 1977 году окончил режиссёрское отделение высших театральных курсов при ГИТИСе.
С 1996 года — заместитель директора по производству на Киностудии имени М. Горького.
С апреля 2003 по июнь 2018 года — ведущий программы «Служу Отчизне!» на «Первом канале» (с октября 2016 года — на «ОТР»).
С января 2005 по 18 апреля 2008 года был президентом Гильдии актёров кино России.
Был членом партии «Единая Россия».
Снялся в более чем семидесяти фильмах.

### Семья
- отец — Сергей Михайлович Галкин (1911—1985) — сапожник;
- мать — Светлана Георгиевна Галкина (1924—2006) — служащая;
- первая жена — Татьяна Федосеева, актриса;
- вторая жена — Ирина Печерникова (1945—2020) — актриса;
- третья жена — Елена Демидова (1947—2017) — киновед, сценаристка;
  - приёмный сын — Владислав Галкин (1971—2010), актёр, сын Елены Демидовой[5];
  - приёмная дочь — Мария Борисовна Галкина (род. 1977), дочь Елены Демидовой;
- четвёртая жена (с 2013 года) — Инна Разумихина (род. 1973), певица;
  - дочь — Анна Борисовна Галкина (род. 2017)[6][7].

## Фильмография

### Актёр
- 1969 — Эхо далёких снегов — Алёша
- 1970 — Город первой любви — Филипп
- 1972 — Свеаборг — Аркадий Емельянов
- 1974 — Свой среди чужих, чужой среди своих — гонец
- 1975 — Такая короткая долгая жизнь — Игорь, муж Майи (вторая серия, серии 4-6, восьмая серия)
- 1976 — Сентиментальный роман — Степан
- 1977 — В зоне особого внимания — гвардии лейтенант «Южных» Виктор Павлович Тарасов
- 1978 — Емельян Пугачёв — крестьянин-пугачёвец Никита Строев
- 1979 — Голубой карбункул — Джеймс
- 1979 — Капитан Соври-голова — папа Завитайкиных
- 1980 — Гражданин Лёшка — Лёшка Игнатов
- 1980 — Белый снег России — Саломон Флор
- 1980 — Люди в океане — Саня Пряхин
- 1981 — Ответный ход — гвардии капитан Виктор Павлович Тарасов
- 1981 — Ожидание полковника Шалыгина — Пётр Иванович Белов, рядовой
- 1982 — Путешествие будет приятным — Геннадий
- 1983 — Подросток — Крафт
- 1984 — Один и без оружия — «Сынок»
- 1985 — Матвеева радость — Матвей
- 1986 — Обвиняется свадьба — Фаля, приблатнённый
- 1987 — Соломенные колокола — участковый
- 1987 — Акция — Егор Иванович Сёмин
- 1987 — Зеркало для героя — Кирилл Иванович Пшеничный, отец Сергея Пшеничного в 1949 году
- 1987 — Суд в Ершовке — Рогачёв
- 1987 — Я хочу быть отроком светлым — чтец стихов Есенина
- 1988 — Все кого-то любят… — Григорий
- 1988 — Работа над ошибками — директор школы
- 1989 — Князь Удача Андреевич — Владимир Елхов, отец Вити
- 1989 — Смиренное кладбище — Гарик
- 1990 — Рой — Виктор Заварзин
- 1990 — Палач — Саша Завалишин, скульптор; насильник
- 1991 — Кровь за кровь — Валёк, «Соболь», он же Валентин Степанович Сомов, рецидивист
- 1991 — Пока гром не грянет — мясник
- 1992 — Помнишь запах сирени… — Пахомов, муж пациентки (нет в титрах)
- 1992 — Игра
- 1994 — Чёрный клоун — Аксель Биркамп, он же Александр Иванович Лозовой
- 1995 — Мужской талисман — подполковник Орлов
- 2000 — Маросейка, 12 — полковник налоговой полиции Дуров
- 2001 — Блюстители порока — киллер
- 2002 — Право на защиту — Толя
- 2002 — Тайга. Курс выживания — Сергей Петрович (школьный учитель)
- 2005 — Охота за тенью — полковник Савин
- 2006 — Сдвиг — генерал ФСБ Вершинин
- 2007 — На мосту — Никитин
- 2007 — 07-й меняет курс — Краснов (отец Ольги)
- 2008 — Мы из будущего — старшина Емельянов
- 2008 — Десантный батя — генерал-полковник Петров, заместитель командующего ВДВ СССР
- 2009 — Охота на Вервольфа — майор Олег Гришин
- 2009 — Шёпот оранжевых облаков — Анатолий Ганич, тренер
- 2009 — Отставник (две серии) — Сергей Михайлович Дедов, полковник в отставке
- 2010 — Охотники за караванами — генерал-полковник Министерства Обороны СССР
- 2010 — Отставник. Своих не бросаем (Отставник 2; две серии) — Сергей Михайлович Дедов, полковник в отставке
- 2011 — ППС — Константин Григорьевич Надеждин, полковник, начальник Адмиралтейского РУВД
- 2011 — Возмездие — Николай Петрович Спасов, частный детектив
- 2011 — Сделано в СССР — Иван Григорьевич Шишов
- 2011 — Удиви меня — Андрей Филиппович, генерал
- 2011 — Отставник 3. Слово офицера (две серии) — Сергей Михайлович Дедов, полковник в отставке
- 2012 — Охота на гауляйтера — Андрей Николаевич Силантьев в 1970-е годы
- 2013 — Королева бандитов — Козырь
- 2014 — Дорога домой — Егор Тимофеевич Герасимов, отец Матвея
- 2015 — Ботаны — Виктор Тарасов
- 2018 — Пуля — Иван Иванович Романов, подполковник ГРУ в отставке, отец Кирилла
- 2019 — Отставник. Один за всех (Отставник 5; две серии) — Сергей Михайлович Дедов, полковник в отставке
- 2019 — Отставник. Спасти врага (Отставник 6; две серии) — Сергей Михайлович Дедов, полковник в отставке
- 2019 — Старые кадры — Иван Долин
- 2020 — Под прикрытием — Егор Фомич Бахрушин, бизнесмен
- 2021 — Топор. 1943 — маршал Георгий Константинович Жуков
- 2022 — Мой друг нерпа — дед Саша
- 2022 — У самого Белого моря — Николай
- 2023 — Отставник. Защита Дедова (Отставник 7; 3 серии) — Сергей Михайлович Дедов, полковник в отставке
- 2023 — Отставник. Ближний бой (Отставник 8; 3 серии) — Сергей Михайлович Дедов, полковник в отставке

### Режиссёр
- 1984 — Поручить генералу Нестерову…
- 1991 — 22 июня, ровно в 4 часа…
- 1992 — Игра
- 1992 — Помнишь запах сирени…
- 1994 — Чёрный клоун
- 1995 — Мужской талисман (совместно с Вячеславом Максаковым)

### Сценарист
- 1992 — Помнишь запах сирени…
- 2019 — Отставник 5
- 2019 — Отставник 6

### Продюсер
- 1992 — Игра
- 1995 — Мужской талисман
- 2004 — Смерть Таирова
- 2006 — Похищение

### Композитор
- 1992 — Игра

## Общественная позиция, санкции
В 2005 году подписал «Письмо в поддержку приговора бывшим руководителям „ЮКОСа“».
Поддержал вторжение России на Украину, оправдывая вторжение мифами и нарративами российской антиукраинской пропаганды, подписал обращение в поддержку агрессии России против Украины.
В мае 2022 года Латвия запретила Галкину въезд в страну из-за поддержки вторжения и оправдывания российской агрессии. Национальное агентство по предотвращению коррупции Украины выступило с инициативой о введении против Галкина международных санкций за поддержку нападения на Украину и поддержку «агрессивной политики путинского режима».

## Награды и премии
- серебряная медаль имени А. П. Довженко (1978) — за исполнение роли лейтенанта Тарасова в кинофильме «В зоне особого внимания» (1977)[13];
- премия Ленинского комсомола (1981) — за воплощение образов современников в кино и высочайшее исполнительское мастерство[13];
- заслуженный артист Российской Федерации (1999)[14];
- премия Министерства обороны Российской Федерации в области культуры и искусства (2017) — за театральное искусство[15];
- орден Святого благоверного великого князя Димитрия Донского III степени (2022)[источник не указан 1010 дней].
- Национальная премия «Имперская культура» имени Эдуарда Володина (2023)[16].
- Медаль имени Амет-Хана Султана «За вклад в патриотическое воспитание молодёжи» (24 июня 2024, Республика Дагестан) — за большой вклад в патриотическое воспитание молодёжи, заслуги в развитии культуры и искусства[17]